# Tizguite
Tizguite (franska: Tizguite (CR), Tizguite (Commune Rurale), arabiska: ضاية عوا) är en kommun i Marocko.   Den ligger i provinsen Ifrane och regionen Fès-Meknès, i den nordöstra delen av landet, 160 km öster om huvudstaden Rabat. Antalet invånare är 9 424.